# 光矢裕華
光矢 裕華（みつや ゆか、生年不明2月21日 - ）は、日本の女優、モデル、元女子プロレスラー。

## 経歴
- 大阪府大阪市の芸能事務所に所属して女優として活動する。
- 2005年、プロレスに挑戦するため大阪プロレスの道場で練習を積む。
- 2006年9月30日、大阪プロレス大阪デルフィンアリーナ大会でYUKAとしてスペル・デルフィンとタッグを組んで対フラッシュムーン&アイスペンギン組戦でデビュー。今後は女優兼女子プロレスラーとして活動していく。その後、リングネームを光矢裕華に改名。
- 2007年12月、TEAM MAKEHENに入団。
- 2008年11月、モデルを目指すため引退。

## 得意技
ドロップキック

## 入場曲
- SOUND OF MY DREAMS（Janardana）

## 出演作品

### DVD
- アイドル革命☆強ドル1（2007年3月30日、Sports Women Project）

### イメージビデオ
- おとなのかたち / みつやゆか（2015年6月28日、QQ's）